# Csipkés
Csipkés (szlovákul Šípkové) község Szlovákiában, a Nagyszombati kerületben, a Pöstyéni járásban.

## Fekvése
Pöstyéntől 13 km-re északnyugatra fekszik.

## Története
A falu névadóját, a Csipkés patakot 1113-ban a zobori apátság oklevelében említik először. A falu maga csak 1349-ben szerepel először írott forrásban Sypko alakban. 1436-tól Csejte várának tartozék települése volt.
A trianoni békeszerződésig Nyitra vármegye Vágújhelyi járásához tartozott.

## Népessége
| Év:            | 1994. | 2004.    | 2014.   | 2024.   |
| -------------- | ----- | -------- | ------- | ------- |
| Emberek száma: | 416   | 337      | 316     | 303     |
| Eltérés:       |       | -18,99 % | -6,23 % | -4,11 % |

| Év:            | 2023. | 2024. |
| -------------- | ----- | ----- |
| Emberek száma: | 300   | 303   |
| Eltérés:       |       | +1 %  |

1910-ben 498, túlnyomórészt szlovák lakosa volt.
2001-ben 353 lakosából 346 szlovák volt.
2011-ben 321 lakosából 303 szlovák.

## Nevezetességei
- A Hétfájdalmú Szűzanya tiszteletére szentelt római katolikus temploma 1969-ben épült.